# Beware the Slenderman
Beware the Slenderman – amerykański film dokumentalny z 2016 roku o tematyce Slender Mana, wyreżyserowany przez Irene Taylor Brodsky. Premiera odbyła się w South by Southwest w marcu 2016, a w HBO film został wyemitowany 23 stycznia 2017.

## Streszczenie
Beware the Slenderman opowiada o tragicznej sytuacji, w którym dwie dziewczyny próbowały zamordować jedną ze swoich koleżanek, bo jak twierdziły chciały dać ofiarę Slender Manowi. Dokument został nakręcony w ciągu osiemnastu miesięcy i zawiera wywiady z rodzinami dwóch niedoszłych morderczyń. W filmie są fragmenty filmików z YouTube dotyczące Slender Mana. W szczególności filmy z Marble Hornets i Tribe Twelve. Wykorzystuje także materiały filmowe z gier Slender: The Eight Pages i Minecraft.